# チャールズ・アダムス (アメリカ連合国の将軍)
チャールズ・ウィリアム・アダムス（1817年8月16日 - 1878年9月9日）は、南北戦争（南北戦争）中の南軍大佐だった。1864年、彼は北軍戦線内のアーカンソー南軍北部小地区の司令官となった。彼は正式な階級ではないが、「准将の代役」という称号を持っていた。彼は南軍のジェファーソン・デイビス大統領によって正式に任命されておらず、南軍上院によって准将の階級として承認されていませんが、いくつかの情報源は彼を准将として特定している。
アダムズは、戦前はプランター、弁護士、裁判官であり、戦後は弁護士だった。アーカンソー分離独立会議の代議員として、彼は熱烈な分離主義者でした。彼は米国上院議員ウィリアム・Kの法律上のパートナーだった。戦前のセバスチャンと、戦後の南軍の准将であり、南部管轄権のスコットランド儀式の主権大司令官であるアルバート・パイク。彼はヘレン・ケラーの母方の祖父だった。

## 略歴
チャールズ・Wアダムズは1817年8月16日にマサチューセッツ州ボストンで生まれた。 彼の両親はベンジャミンとスザンナ（グッドヒュー）アダムスでしtw。ベンジャミンはアメリカ合衆国大統領ジョン・アダムスと関係がある。
1819年、アダムズ一家はインディアナ州ニューアルバニーに移り、チャールズは1830年から1835年まで商業住宅の事務員を務めていた。 アダムズは1835年にアーカンソー州ヘレナに移り、商業住宅の受付係になった。 1837年、彼はアーカンソー不動産銀行の受付係になった。夜に法律を勉強した後、彼は1839年に弁護士になった。 1840年代初頭、アダムズはウィリアム・セバスチャンと法律上のパートナーシップを結んだ。1848年にアメリカ合衆国上院議員になった。アダムズは1852年から1854年まで裁判官だった。
アダムスはルーシー・ヘレン・エヴェレットと結婚した。 彼らの娘キャサリン・エヴェレット・ケラーはヘレン・ケラーの母親でした。
アダムズは1860年にジョン・ベルの大統領選挙人になった。彼は1861年にアーカンソー分離独立会議に選出され、その州の連邦からの分離を精力的に提唱した。

## アメリカ南北戦争
1861年、チャールズ・アダムズは最初にトーマス・ブラッドリー准将の下でアーカンソー州軍の少佐兼クォーターマスターとして南軍に仕え、すぐにジェームズ・イェル少将が後を継いだ。 アーカンソー暫定軍は解散し、1861年後半に南軍に組み込まれた。 アダムズはその後、アーカンソー州ヘレナ地域から歩兵連隊、第23アーカンソー歩兵連隊を編成した。 アダムズは1862年4月25日に大佐に選出された。連隊はシャイローの戦いの後、テネシー軍に入隊した。
数ヶ月後、アダムズはアーカンソーに戻り、新しい連隊を担当した。 退役軍人の2つの中隊を除いて、彼らは主に不本意な徴兵だった。 彼らは1862年9月12日に就役した。連隊はアダムズアーカンソー歩兵連隊として知られるようになった。
1862年12月7日のアーカンソー州プレーリーグローブの戦いで、アダムズの連隊は、南軍戦線の隙間を埋めるために、戦闘開始後に前進するよう命じられた。彼らは発砲の音に向かって直接向かい、道に迷い、列に並ぶために救出されなければならなかった深い渓谷にたどり着いた。 アダムズは部下を安定させるために短期間彼らをその場に留めた。すぐに、彼らは前進する北軍連隊、第26連隊インディアナ歩兵隊の側面に一斉射撃を放ち、その連隊を退却させた。南軍が緊密に前進するにつれて、第37イリノイ志願歩兵連隊は果樹園に陣取りし、そこからアダムズの連隊を激しい砲撃撃にさらした。 2つの退役軍人中隊のウィルソンズクリークの戦いの退役軍人を除いて、ほとんどの人はその後フィールドから逃げた。それにもかかわらず、アダムスは彼自身のリーダーシップとパフォーマンスで賞賛されました。 Adams and his remaining men fell in with Colonel Emmett MacDonald's Brigade of Brigadier General John S. Marmaduke's Division. アダムズの連隊のほとんどの兵士の逃亡は、戦いの結果にほとんど影響を与えなかった。アダムズの連隊は1862年12月16日に解散した。
アダムズはその後、仲間のアーカンソー市民であるトーマス・ハインドマン少将のスタッフを務めました。テネシー軍の師団を指揮した。アダムズは、副監察総監代理および部門の参謀長を務めた。
ジョン・ハラムは、1887年のアーカンソーの歴史の中で、アダムズは1863年11月25日の宣教師リッジの戦いでフィールドでの彼の勇敢さのために准将委員会を獲得したと述べている。 歴史家ブルース・Sアラディスは1995年に「アダムズの昇進の記録は存在しない」と書いた。アダムズは1863年12月にアーカンソーに戻った。
1864年、アダムズは北軍戦線の背後にあるアーカンソー州北部小地区の司令官を務めた。 いくつかの情報源によると、彼の階級は「准将」です。南軍騎兵のジョセフ・シェルビー准将と彼の副官であるジョン・エドワーズ少佐は、それぞれアダムズを低く評価していた。エドワーズは、アダムズが戦いよりも綿花取引に興味があると非難した。シェルビーがアーカンソー州のこの地域で活動していたとき、彼はアダムズを民事問題のみの処理に委ねた。アダムズは少なくとも1864年12月27日まで指揮を執った。彼はおそらく戦争が終わるまで正式に任務にとどまった。
アダムズは戦後、アーカンソー州ヘレナに短期間戻った。彼は法律を実践しようとしたが、彼が鉄装甲の誓いを立てることを拒否したため、地元の連邦軍当局はそうすることを許さなかった。1865年後半、アダムズはテネシー州メンフィスに移った。そこで彼は、元南軍の准将で著名なフリーメーソンのアルバート・パイクと法律実務を始めた。
チャールズ・アダムズは1878年9月9日、テネシー州メンフィスで黄熱病で亡くなった。 彼はメンフィスのエルムウッド墓地に埋葬されている。
チャールズ・Wアダムズは、作家、政治活動家、障害者擁護者、講師のヘレン・アダムス・ケラーの母方の祖父であり、彼女は聾失明を乗り越えて多くの成果を達成した。

## メモ
1. 1 2 3 4 5 6 7 8 9 10 11 12 13 14 15 16 17 18 19 20 21 22  Allardice, Bruce S. More Generals in Gray. Baton Rouge: Louisiana State University Press, 1995. ISBN 0-8071-3148-2 (pbk.). p. 15.
2. 1 2 3 4 5 6 7 8 9 10 11 12 13 14 15 16  Allardice, Bruce S. Confederate Colonels: A Biographical Register. Columbia: University of Missouri Press, 2008. ISBN 978-0-8262-1809-4. p. 38.
3. 1 2 3 4  Hallum, John. Biographical and pictorial history of Arkansas, Volume 1. Albany, NY: Weed, Parsons, 1887. OCLC 4602324. Retrieved December 22, 2012.
4. 1 2  Hallum, 1887, p. 308
5. 1 2  Lash, Joseph P. Helen and Teacher: The Story of Helen Keller and Anne Sullivan Macy Archived 2018-10-18 at the Wayback Machine.. New York: Delacorte Press, 1980. ISBN 978-0-440-03654-8. Retrieved December 22, 2012. p. 45.
6. ↑  Hallum, 1887, p. 312.
7. 1 2  Eicher, John H., and David J. Eicher. Civil War High Commands. Stanford, CA: Stanford University Press, 2001. ISBN 0-8047-3641-3. p. 587. Retrieved December 22, 2012.
8. 1 2 3 4  Shea, William L. Fields of Blood: The Prairie Grove Campaign. Chapel Hill: University of North Carolina Press, 2009. ISBN 978-0-8078-3315-5. p. 188.
9. 1 2 3  Shea, 2009, p. 191.
10. 1 2 3 4 5 6  Allardice, 1995, p. 16.
11. ↑  Pike moved to Washington, DC in 1868 or 1869. Hubbell, Jay B. The South in American Literature 1607-1900 Archived 2016-03-30 at the Wayback Machine.. Durham, NC: Duke University Press, 1954. OCLC 190791. p. 647. Hallum, 1887, p. 312 says that Pike made the move to Washington in 1869.